# Francisco Henriques

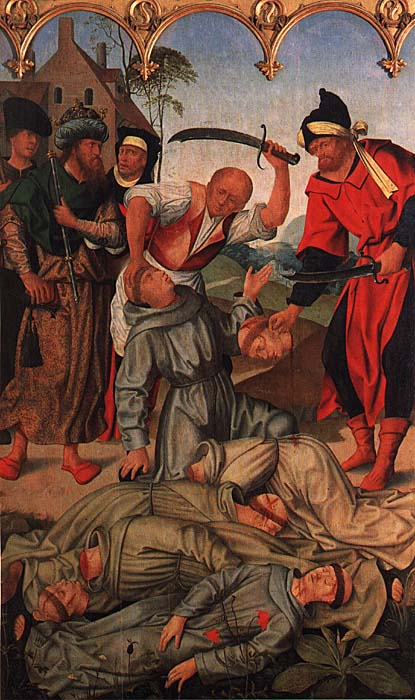
Märtyrer von Marokko (1508) in der Kirche São Francisco in Évora, heute im Museu Nacional de Arte Antiga in Lissabon

Francisco Henriques († 1518 in Lissabon) war ein Renaissancemaler mit mutmaßlich flämischen Wurzeln.
Henriques stammte vermutlich aus dem Süden der Niederlande, in seinen Werken lassen sich jedenfalls Einflüsse sowohl aus dem Norden als auch aus dem Süden der Niederlande wiederfinden. Henriques war hauptsächlich in Portugal malerisch aktiv. Er arbeitete mit Geistlichen zusammen, so etwa als er zu Beginn des 16. Jahrhunderts das Leben der Jungfrauen niederzeichnete. Dieses Gemälde sollte den Altar einer Kathedrale schmücken. Zwischen 1502 und 1508 war er in der Kirche São Francisco in Évora tätig, er erstellte 16 Gemäldeplatten, die thematisch eher lose miteinander verbunden waren. So lassen sich auf jenen Gemälden unter anderem Mönche des Franziskanerordens wiederfinden, die Passion Christi und erneut das Leben heiliger Jungfrauen.

## Werke
- 1500: Das Leben der Jungfrauen
- 1502: 16 Gemäldeplatten für die Kirche São Francisco in Évora (bis 1508)